# ソン・ハローチョ
ソン・ハローチョ（Son Jarocho）は、
メキシコ南部でメキシコ湾沿岸部にあるベラクルス州の伝統民族音楽。
ベラクルス州の地理的位置および歴史的経緯から、
メキシコ先住民由来の音楽的影響、アフリカ由来の音楽的影響、スペイン由来の音楽的影響を内包する音楽である。

## 起源と歴史的経緯
Jarocho（ハローチョ）
というのは、メキシコの港町ベラクルス地域の音楽スタイルや音楽、またはその音楽をする人達、のことを指す。
また「son」（ソン）は「sound」〈音〉「rumor」〈噂〉等の意味であり、
ソン・ハローチョの文字通りの意味は「ハローチョの音・音楽」、即ち、ベラクルスの人達が奏でる音楽、
ベラクルス地域を発祥とする伝統民族音楽またはフォーク音楽の一種、ということである。
そのソン・ハローチョの起源には複数の要素が含まれる。
- アフリカから連れて来られた黒人奴隷や奴隷ではない黒人のフリーマン達、の影響でアフリカのリズムにルーツがある、または影響を受けている。
- 使用楽器もアフリカルーツのモノが色々とある。
- スペインの植民地だった歴史的経緯から、放浪民族ロマ（Gitano／ヒタノ）の音楽の影響（つまりはフラメンコの影響）もある。

というベラクルス地域に、外から流入してきた要素が、
元々、ベラクルス地域に住んでいた先住民の音楽と交わり、複数の音楽文化が融合する形で、
ソン・ハローチョという音楽が形成されていった。
元々、ソン・ハローチョの音楽やダンスは、観客を楽しませるエンターテインメントな演目でも、文化的な表現ですらもなく、18世紀頃に距離的に隔たった農村集落同士がコミュニケーションを取る為の意志疎通の手段だった。
また、当時の植民地では先住民の文化を矯正して消し去るために、教会側が文化や価値観を押し付けて自分達の色に染めようと試みており、それに住民が「皆、立ち上がれ」と言葉で抵抗運動を呼びかける代わりに、ソン・ハローチョの歌を使って鼓舞したりもした。さらに支配体制にとって歌詞が猥褻とか不愉快だと見なされたという理由もあり、当時の植民地では支配側（国家体制側ならびにカトリック教会）によるソン・ハローチョ弾圧・禁止という歴史的経緯がある。
20世紀に入り、メキシコ革命の戦火を逃れアメリカ合衆国（以降アメリカと表記）へ移住する移民が増えて以降、アメリカにメキシコ系アメリカ人が少しずつ増えていく。そんな中、1940年代や1950年代にはメキシコ系アメリカ人コミュニティも数はまだ少ないがアメリカに根付き始め、呼応するようにアメリカでソン・ハローチョのヒット曲が生まれ始めた。「メキシコ系アメリカ人」＝「貧しい二流市民で農作業等の雇われ単純労働者」という先入観や固定観念があった当時、
ソン・ハローチョの音楽が映画やラジオ等で流れてヒットすることは、それら移民の人々にとって自分達のルーツ音楽をアメリカで聴き、この外国の社会で頑張ろうと力や勇気が湧き、社会的地位の向上やよりよりよい生活を目指す原動力になったという見方もある。
また、20世紀後半、ラティーノ系労働者の労働組合運動が活発だった1970年代にも、ソン・ハローチョの音楽が団結心を高める役割を果たした例もある。あるいはまた、1976年、ロス・ロボスはその年のチャリティー・アルバム「Si Se Puede!（スィ・セ・プエテ!／Yes, We Can!）」（英語）の収益を、アメリカの農場労働者の組合United Farm Workers（英語）に寄付している。これはデビュー・アルバムでもあり、ソン・ハローチョの楽曲「El Tilingo Lingo」を収録している。

### 21世紀
21世紀になり、メキシコ系移民やその子孫が多くいるアメリカで急速に普及し、ベラクルスのバンドがアメリカに教えに来たり、アメリカのミュージシャン他が本場のベラクルスにソン・ハローチョを学びに行ったりと、伝統を継承しつつアメリカの音楽文化と相互に融合し、一方で新しく進化発展を遂げる動きがより活発化している。他方、メキシコ国内でもソン・ハローチョに注目が再び集まっている。ティファナとサンディエゴの２ヵ所に音楽家が集まり、野外で合奏する姿は毎年恒例だが、トランプの壁が築かれてメキシコ出稼ぎ労働者の問題から国境を壁で封じる政策に傾きかけても、国境のソン・ハローチョ合奏は続けられた。

## 音楽的特長とダンス
アフリカのリズムに影響を受けた、3拍子系のリズムが特徴の１つ。
ソン・ハローチョの音楽で踊る、
タップダンスとフラメンコとを混ぜ合わせたようなダンスのことを、サパテアド（Zapateado）という。
ダンスに着目した場合も、ソン・ハローチョの伝統的特長を見て取ることが出来る。
サパテアドの足捌きは、ソン・ハローチョから独立した独自のものであると同時に、ソン・ハローチョの一部分にもなっている。
サパテアドの足捌きにより奏でられるリズムが伴奏や歌を補完することで、ソン・ハローチョの音楽が完成するのである。
ソン・ハローチョを楽しみ地域コミュニティの人々の親睦を深めるパーティ的イベント「ファンダンゴ」を行う伝統は今もベラクルス州南部を中心に続いており、奏でられるソン・ハローチョの演奏に合わせ、人々は「タリマ（Tarima）（スペイン語: Entarimado）」と呼ばれる板張りの舞台上でサパテアドを踊る。

## 使用楽器
ここの項目の主要ソース：
主な使用楽器は、
- アルパ・ハローチャ（英語: Arpa jarocha）：32弦から36弦の木製フレームの小型ハープ。
- レキント・ハローチョ：4弦の撥弦楽器。
- ハラナ・ハローチャ（英語: Jarana jarocha）：8弦から12弦の5コース・ギター。更に大きさに応じて、テルセラ、セグンダ、プリメラ、モスキト、チャキステの5種に分類され音色も異なる。

の３つの弦楽器であるが、その中でも特に、
ソン・ハローチョと言えばこの楽器、と言われるのは、ハラナ・ハローチャである。
それ以外にも、弦楽器系では
- レオーナ（英語: Leona (instrument)）：4弦のベース系楽器。
- クラシック・ギター

等も使用されることがある。
また、それほど一般的にソン・ハローチョで使用されるわけではないが、
時には使用されるユニークな楽器としては、
- パンデロ・ハローチョ（英語: Pandero jarocho）：タンバリンの一種。八角形をしている。
- キハーダ：その素材から、メキシコ系アメリカ人ミュージシャン等は英語で「donkey jaw（ドンキー・ジョー／ロバの顎）」とも呼ぶ[3]。
- カホン
- マリンボル（スペイン語: Marimbol）：木箱にメタルプレートが付いた形態のイディオフォンの一種。

等の打楽器が挙げられる。これらの打楽器類は、アフリカ音楽の影響を受けた楽器でもある。
また、バンドのミュージシャンが、小さな台箱程度の大きさのタリマを用意して自ら台の上でサパテアドを踊り、タリマを演奏楽器の一部として使用する場合もある。

## ソン・ハローチョの有名曲および関連ミュージシャン等
ソン・ハローチョで最も有名な曲の１つは、「ラ・バンバ」（La Bamba）である。
ベラクルス出身の歌手で映画俳優だった
Andres Huesca（アンドゥレス・ウエスカ）
はメキシコ映画の黄金時代にメキシコで活動した後、アメリカに進出し、
アメリカでも、映画、ラジオ、レコード等の形で活動をしだして…
という流れで、
1944年のディズニーアニメ映画のサントラで、
ソン・ハローチョの音楽が起用されたのに関わったりしたが…
そのアンドゥレス・ウエスカは、
アメリカに来る前の1940年頃に、ソン・ハローチョの曲として伝統的に昔からあった
「ラ・バンバ」の曲をヒットさせてもいる。
それから20年近く経った1958年にリッチー・ヴァレンスが、
その伝統的なソン・ハローチョの曲をロック版にして、ソレが世界的に大ヒット。
そのリッチー・ヴァレンスの伝記的映画『ラ★バンバ』
が1987年に公開され、ロス・ロボスが歌ったバージョンが世界的にヒット。
その結果、「ラ・バンバ」が
ソン・ハローチョの曲として最も有名なモノになった。
「ラ・バンバ」以外のソン・ハローチョの古くからの有名曲としては、
「El Chuchumbé」（エル・チュチュンベ）も有名である。
この「エル・チュチュンベ」の歌詞は18世紀末に創られたもので、
当時のキリスト教会の聖職者による性的虐待問題を非難する内容が織り込まれていた為、
異端審問にかけられ歌うことを禁止された、という歴史的経緯を持ち、
そういう観点からも、まさにソン・ハローチョの曲だ、といえる楽曲である。
1990年代に入り、カフェ・タクーバが、
アルバム『Re』の収録曲として、
ソン・ハローチョとパンク・ロックを融合させた楽曲「El Aparato」（エル・アパラト／The Machine）を発表。
ベラクルスのバンドとしては、
Grupo Mono Blanco（グルポ・モノ・ブランコ）もよく知られたバンドである。
2000年代には、
オゾマトリもソン・ハローチョとヒップホップ・ミュージックとを混ぜ合わせた楽曲を発表している。
他にも、Quetzal（ケツァル）（英語）がソン・ハローチョを取り込んだ楽曲で知られている。
2010年代に入り、
ラス・カフェテラスや
ラ・サンタ・セスィリア（英語）等、
カリフォルニアを拠点に活躍する多くのメキシコ系アメリカ人バンドや、
ニューヨークを拠点に活動するメキシコ系アメリカ人バンドのRadio Jarocho（ラディオ・ハローチョ）、
メキシコ系とか関係ないがソン・ハローチョを研究しボストンを拠点に活動するディヴィド・ワックス・ミューズィアム（英語）等
アメリカ各地で多くのミュージシャンやバンドがソン・ハローチョの音楽要素を取り入れた楽曲を創作したり、
ベラクルスの異なるバンドの音楽をエレクトロニカ的にリミックスして新たな音楽を創ったりと、
ソン・ハローチョの音楽は更にジャンルの境界線を押し広げ進化発展を続けている。

## 関連資料
公表年順。
- ホルヘ・ミジャゴスに聞く：ソン・ハローチョのミュージシャンでバイオリン製作者（英語） — Sonia Kroth "An Interview with Jorge Mijangos, Son Jarocho Musician and Luthier." FolkWorks オンライン版2007年1月/2月号。2021年9月3日閲覧。